# Bornkamp (Lübeck)
Der Bornkamp  ist ein 2005 zur Bebauung freigegebenes Wohngebiet im Süden der Hansestadt Lübeck im Stadtteil St. Jürgen. Er ist zusammen mit dem Hochschulstadtteil das größte städtebauliche Projekt der Hansestadt Lübeck.

## Beschreibung
Städtebaulich wurde im Bornkamp ein Inselprinzip umgesetzt, welches sich auch in den Straßennamen widerspiegelt. Diese tragen Namen von Ostseeinseln (wie z. B. Lollandring oder Falsterring) oder haben einen Bezug zur nahen Ostsee (z. B. Kadetrinne). Vorbild für den Bornkamp ist die Gartenstadt Brøndby Haveby bei Kopenhagen, die das Inselprinzip bereits im Jahre 1964 umgesetzt hat. Die Inseln ermöglichen einen hohen Anteil an beliebten Randgrundstücken.
Der Bornkamp umfasst ein ca. 32 Hektar großes Gebiet im Süden der Hansestadt Lübeck und beherbergt 286 Grundstücke für Einfamilien- oder Doppelhäuser. Weiterhin befinden sich dort Reihenhäuser auf einer Fläche von etwa 6 Hektar. Zusammen befinden sich im Bornkamp 480 Wohneinheiten mit ca. 1500 Bewohnern. Die Postleitzahl ist 23560.
Die Kosten für den Kauf und die Erschließung betrugen ca. 25,5 Millionen Euro.
Das gesamte Gebiet unterteilt sich in das höhergelegene Plateau im Norden, dem Hang in der Mitte und die am tiefsten liegenden, südlichen Wohninseln. Während das Plateau und die Wohninseln überwiegend von Einfamilienhäusern dominiert sind, besteht die Bebauung des Hangs hauptsächlich aus Reihenhäusern und überwindet einen Höhenunterschied von mehreren Metern vom Plateau zu den Wohninseln.
Am 7. Januar 2021 erschienen zwei zusammenhängende 60-Cent-Briefmarken in der Briefmarkenserie „Deutschland von oben“, die ein Luftbild der Siedlung zeigen.

## Lage und Verkehrsanbindung
Das Wohngebiet Bornkamp wird im Osten von der B 207 und der Bahnstrecke Lübeck–Büchen, im Norden vom Ringstedtenhof, im Westen von der Vorrader Straße und im Süden von der Gemarkung Stecknitz umschlossen. Verkehrstechnisch ist das Gebiet über die im August 2005 fertiggestellte „La-Rochelle-Brücke“ mit dem angrenzenden Hochschulstadtteil verbunden. Dies stellt auch die einzige Straßenverbindung mit dem Wegenetz der Hansestadt Lübeck dar und orientiert sich mit dem Namen „La Rochelle“ an der französischen Partnerstadt Lübecks.
Das Wohngebiet ist durch die Buslinie 8 der Stadtverkehr Lübeck GmbH am Liniennetz angeschlossen.
Seit 2006 besteht eine Anbindung des Bornkamps an den Lisa-Dräger-Weg, der das Wohngebiet mit dem Dorf Vorrade verbindet.
Der Haltepunkt „Hochschulstadtteil“ der Bahn AG wurde am 15. Dezember 2013 mit dem Winterfahrplan eröffnet.

## Flüchtlingsunterkunft
Im Jahr 2015 wurde in der Nähe des Wohngebietes eine Erstaufnahmeeinrichtung für Flüchtlinge geplant. Diese Planungen führten zu massiven Anwohnerprotesten. Letztendlich wurden die Planungen verworfen.